# Heather Fischer
Heather Fischer (Berthoud, Colorado, 28 d'octubre de 1988) és una ciclista estatunidenca. Professional des del 2013 quan va debutar amb l'equip Exergy-Twenty12. A mitjans de 2015 va fitxar per la formació britànica del Matrix Fitness. Al 2016 va passar per les files del Rally Cycling, i al 2017 va signar amb a l'equip Tibco-Silicon Valley Bank.

## Palmarès
- 2012
  - Vencedora de 3 etapes a la Volta a Guatemala
- 2016
  - Vencedora d'una etapa al Tour de Gila